# 金鉄霖
金 鉄霖（きん てつりん、ジン・ティエリン、1940年5月21日 - 2022年11月15日）は、中華人民共和国の歌手、音楽教育者。元中国音楽家協会副主席、中国音楽学院院長、教授、碩士生導師、中国民族声楽学会副会長。門下生には彭麗媛、李穀一、董文華、湯燦、宋祖英、張也、李丹陽、閻維文、劉斌、呂継宏、戴玉強、祖海、陳莉莉、常思思、朱之文、レオン・ライ、ミッシェル・リーなどがいる。

## 略歴
1940年5月21日、満州国浜江省哈爾浜市（現黒竜江省）で生まれ。父は病院の院長です。
1960年8月に中央音楽学院に入学。沈湘に師事。卒業後、中央楽団に入団、独唱歌手を担当。
1981年-1985年、中国音楽学院で音楽教師をしていた。「金式唱法」と言われる独自の歌唱メソッドを開発した。
1996年-2009年9月、中国音楽学院院長。
2015年6月18日、中国音楽家協会第八届顧問。
2022年11月15日死去。83歳没。